# Bồ câu viễn khách
Bồ câu viễn khách, bồ câu rừng hay bồ câu Ryoko Bato là một loài chim có tên khoa học là Ectopistes migratorius, từng sống phổ biến ở Bắc Mỹ. Chúng thuộc chi Ectopistes, là một chi chim đã tuyệt chủng trong họ Columbidae.
Loài chim này di cư thành đàn với số lượng lớn — đôi khi có đến 2 tỉ con — có thể rộng đến 1 dặm (1,6 km) và dài 300 dặm (500 km) trên bầu trời.
Theo các tính toán, có khoảng từ 3 đến 5 tỉ con bồ câu ở Bắc Mỹ khi người châu Âu đặt chân đến châu lục này. Một số khác tranh luận rằng số lượng của chúng không quá lớn vào thời tiền Colombo, nhưng chúng phát triển do dân số người da đỏ giảm mạnh vì các dịch bệnh do người châu Âu mang đến, cho nên chúng không còn phải cạnh tranh thức ăn.
Đây một trong những loài chim có số lượng nhiều nhất vào thế kỷ 19 cho đến khi tuyệt chủng vào đầu thế kỷ 20.
Vào lúc đó, bồ câu viễn khách là nhóm động vật đông thứ hai chỉ sau châu chấu núi Rocky.
Sự sụt giảm số lượng xảy ra khi người châu Âu bắt đầu khai phá bản địa làm chúng mất môi trường sống. Nhưng lý do chính yếu là việc thịt bồ câu được thương mại hoá và trở thành thức ăn rẻ tiền cho nô lệ và người nghèo, dẫn đến việc săn bắt bồ câu viễn khách với quy mô lớn. Một sự giảm sút số lượng một cách chậm chạp diễn ra vào khoảng những năm 1800 và 1870, tiếp theo đó là một sự suy giảm thảm khốc vào những năm 1870 và 1890. Martha, con bồ câu viễn khách cuối cùng trên thế giới, đã chết vào ngày 1 tháng 9 năm 1914 ở Cincinnati, Ohio.
Vào thế kỷ 18, bồ câu viễn khách được người châu Âu gọi bằng tên tiếng Pháp là tourtre; nhưng ở Nouvelle-France, loài chim Bắc Mỹ này có tên là tourte. Trong tiếng Pháp hiện đại, loài chim này được gọi là pigeon migrateur (bồ câu di cư).
Trong các ngôn ngữ Algonquin, chúng được gọi là amimi trong tiếng Lenape và omiimii trong tiếng Ojibwe. Thuật ngữ passenger pigeon (bồ câu viễn khách) trong tiếng Anh bắt nguồn từ một từ trong tiếng Pháp là passager, có nghĩa là vượt qua.

## Mô tả
Vào mùa hè, môi trường sống của bồ câu viễn khách là rừng rậm khắp phần phía đông dãy núi Rocky Bắc Mỹ: từ đông và trung Canada tới Đông Bắc Hoa Kỳ. Vào mùa đông, chúng di trú tới phía Nam Hoa Kỳ, và đôi khi là ở cả México và Cuba.
Bồ câu viễn khách là loài chim có tính xã hội cao. Chúng sống thành bầy trải dài qua trên khắp hàng trăm dặm vuông, thực hiện sinh sản tập thể với lên tới 100 tổ trên 1 cây đơn lẻ. Khi bồ câu di cư, chúng tập hợp với số lượng hàng tỉ con, tạo thành một quang cảnh có một không hai:
Những nhà thám hiểm và định cư đầu tiên đã thường xuyên đề cập đến loài bồ câu viễn khách trong các bài viết của họ. Samuel de Champlain năm 1605 đã báo cáo về "số lượng không thể đếm nổi", Gabriel Sagard-Theodat đã viết về "đàn vô số" và Cotton Mather đã mô tả những con bồ câu bay trên đầu mất hàng giờ đồng hồ với chiều rộng hơn một dặm. Nhưng đến đầu những năm 1900, không một con bồ câu viễn khách hoang dã nào được tìm thấy.— Từ điển bách khoa Smithsonian

## Phân loại
Loài bồ câu này là thành viên thuộc họ Columbidae (gồm bồ câu và chim cu), được phân vào chi Ectopistes. Những mô tả đầu tiên đã xếp chung vào chi Columba, nhưng chúng đã được chuyển sang một chi đơn loài do chiều dài đuôi và cánh lớn hơn. Tên gọi của chi được dịch ra là 'lang thang', tên loài cụ thể chỉ ra rằng chúng là loài di cư; sự vận động của bồ câu viễn khách không chỉ trong một mùa như những loài chim khác, chúng thường xuyên còn tìm kiếm các địa điểm mới phù hợp để sinh sản.

## Nguyên nhân tuyệt chủng

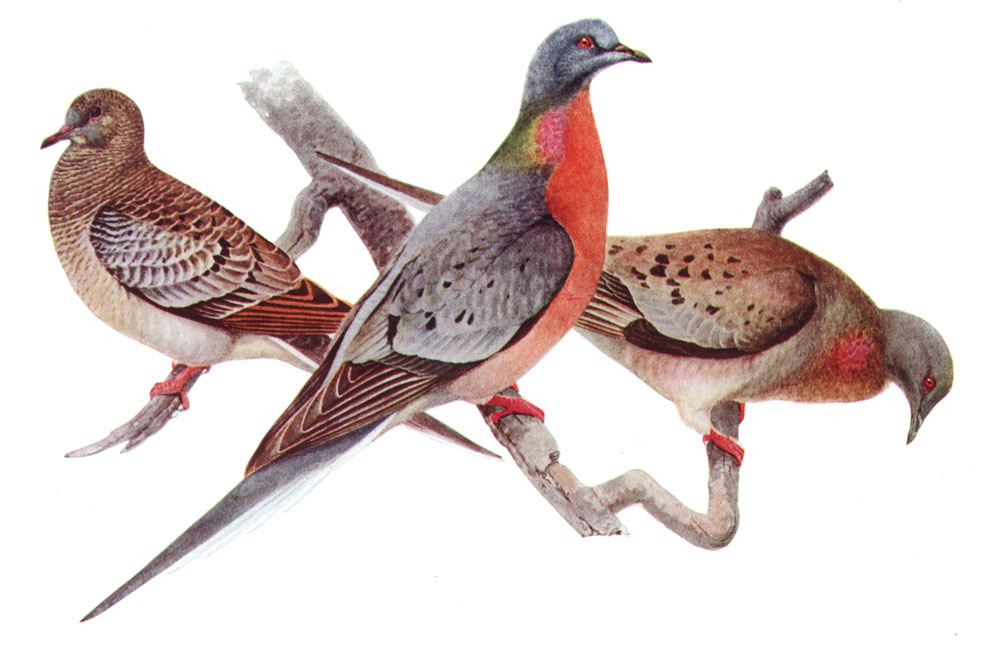
Bồ câu viễn khách, Ectopistes migratorius, con non (trái), trống (giữa), mái (phải).

Sự tuyệt chủng của loài bồ câu viễn khách có nhiều nguyên nhân. Trước hết, lý do chính yếu là việc khai thác thương mại thịt bồ câu. Các nghiên cứu hiện tại tập trung vào sự tàn phá môi trường sống của loài bồ câu.
Ngay cả trước thời thực dân, người da đỏ cũng thỉnh thoảng sử dụng thịt bồ câu. Trong những năm đầu thế kỷ 19, thợ săn thương mại bắt đầu giăng lưới và bắn những con chim này để bán cho các chợ trong thành phố, cũng như sử dụng như mục tiêu di động để tập bắn hay thậm chí là sử dụng như phân bón nông nghiệp.
Khi thịt bồ câu trở nên phổ biến, thợ săn thương mại bắt đầu săn bắn chúng trên quy mô khổng lồ. Họa sĩ vẽ chim John James Audubon mô tả sự chuẩn bị cho cuộc tàn sát:
"Rất ít bồ câu sau đó đã được nhìn thấy, nhưng một số lượng rất lớn những người, với ngựa và xe, súng và đạn dược, đã dựng các khu cắm trại ở biên giới. Hai nông dân đến từ vùng lân cận Russelsville, cách xa chỗ này hơn một trăm dặm, đã chở đến 300 con lợn, được vỗ béo bằng thịt bồ câu bị tàn sát. Ở đây và ở đằng kia, người ta được thuê để vặt lông và ướp muối tất cả những gì thu được, họ ngồi giữa những con chim chất thành đống lớn."

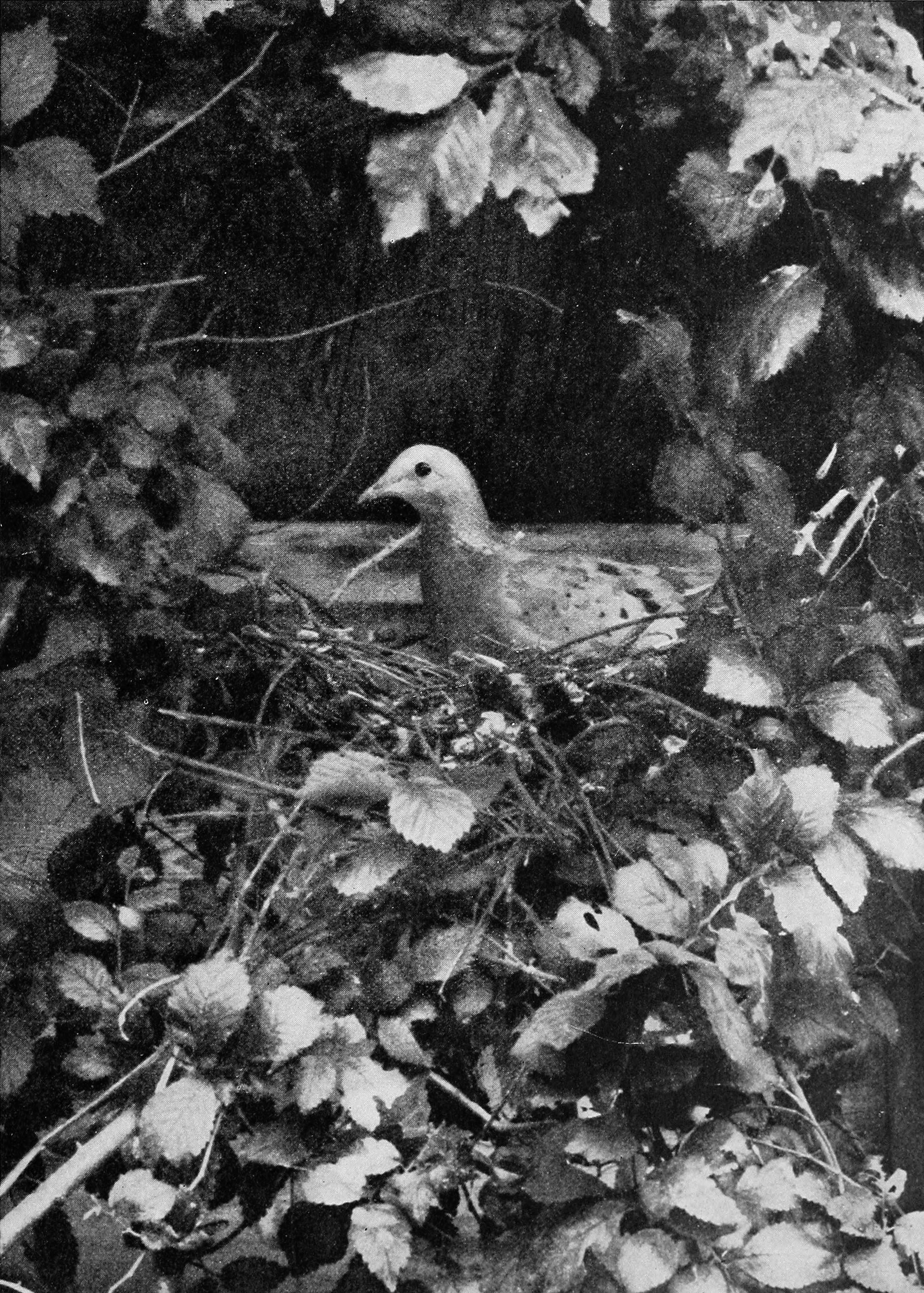
Tổ của bồ câu viễn khách.

Bồ câu được vận chuyển trên các toa tàu đến các thành phố phía Đông. Tại New York, năm 1805, một cặp bồ câu có giá 2 xu Mỹ. Nô lệ và người lao động trong thế kỷ 18 và 19 ở Mỹ thường không ăn loại thịt nào khác. Những năm 1850, người ta nhận thấy dường như số lượng loài chim này đã giảm, nhưng sự tàn sát vẫn diễn ra, và còn diễn ra mạnh hơn khi đường sắt và điện báo phát triển sau Nội chiến Hoa Kỳ.

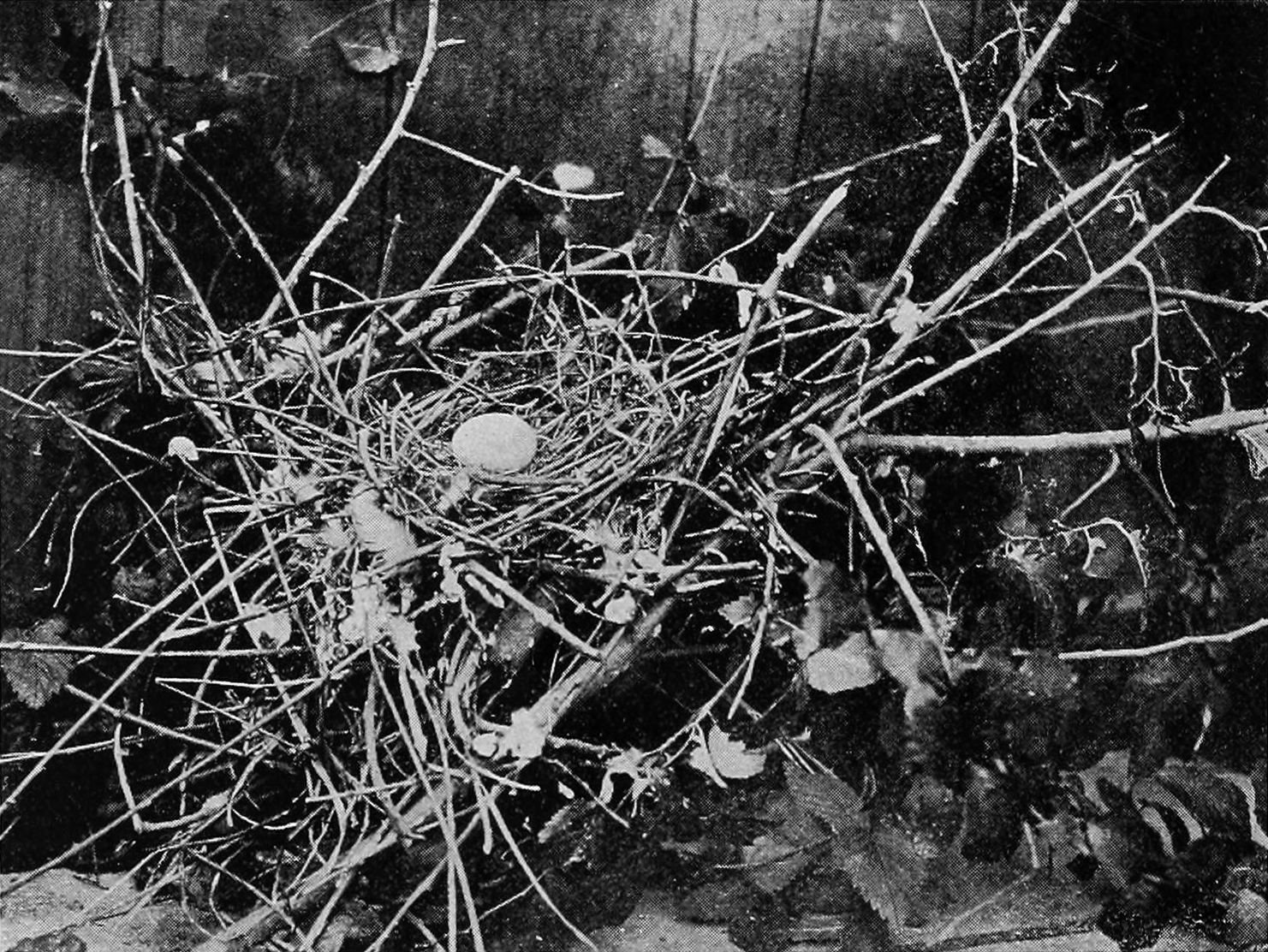
Tổ và trứng của bồ câu viễn khách

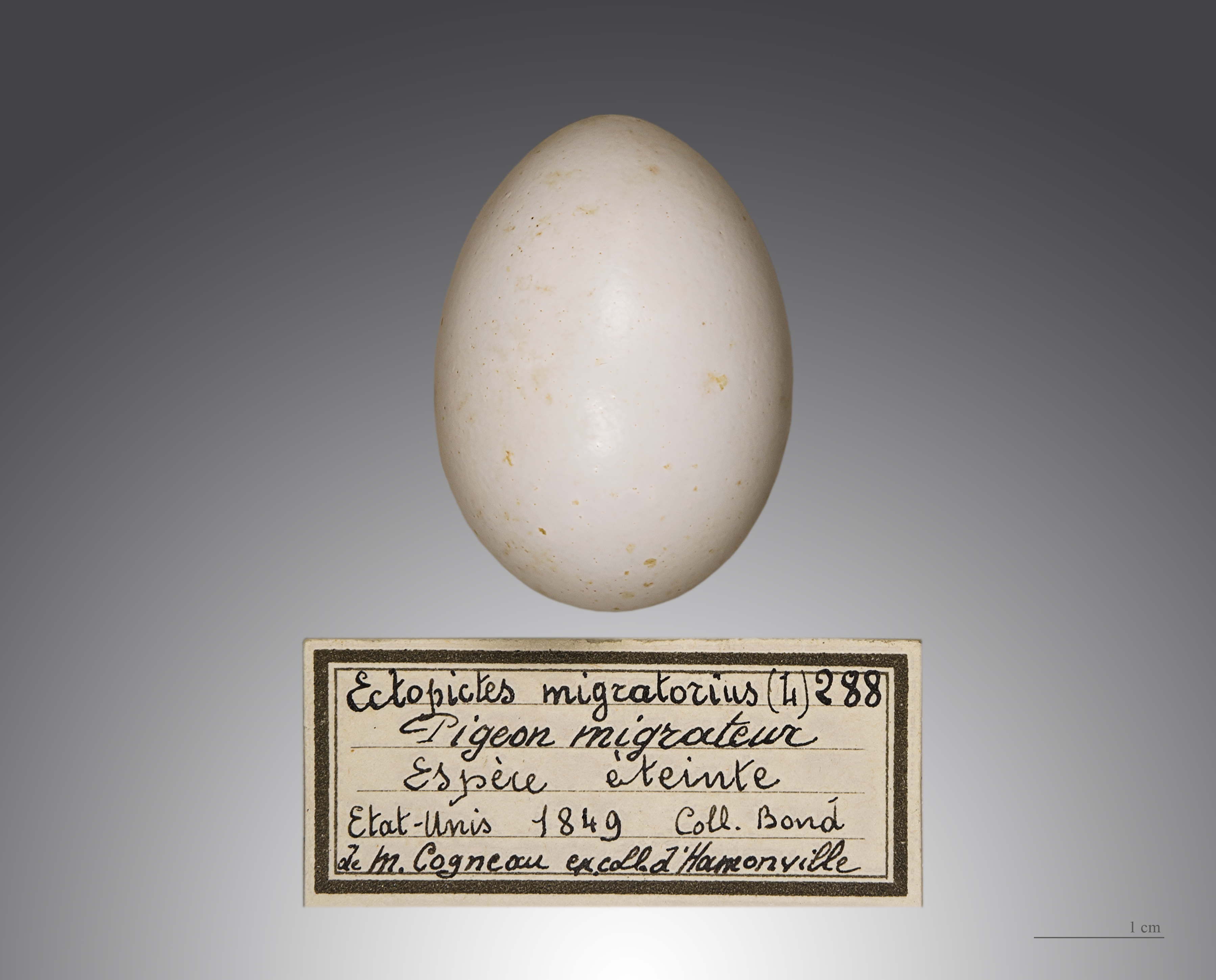
Ectopistes migratorius

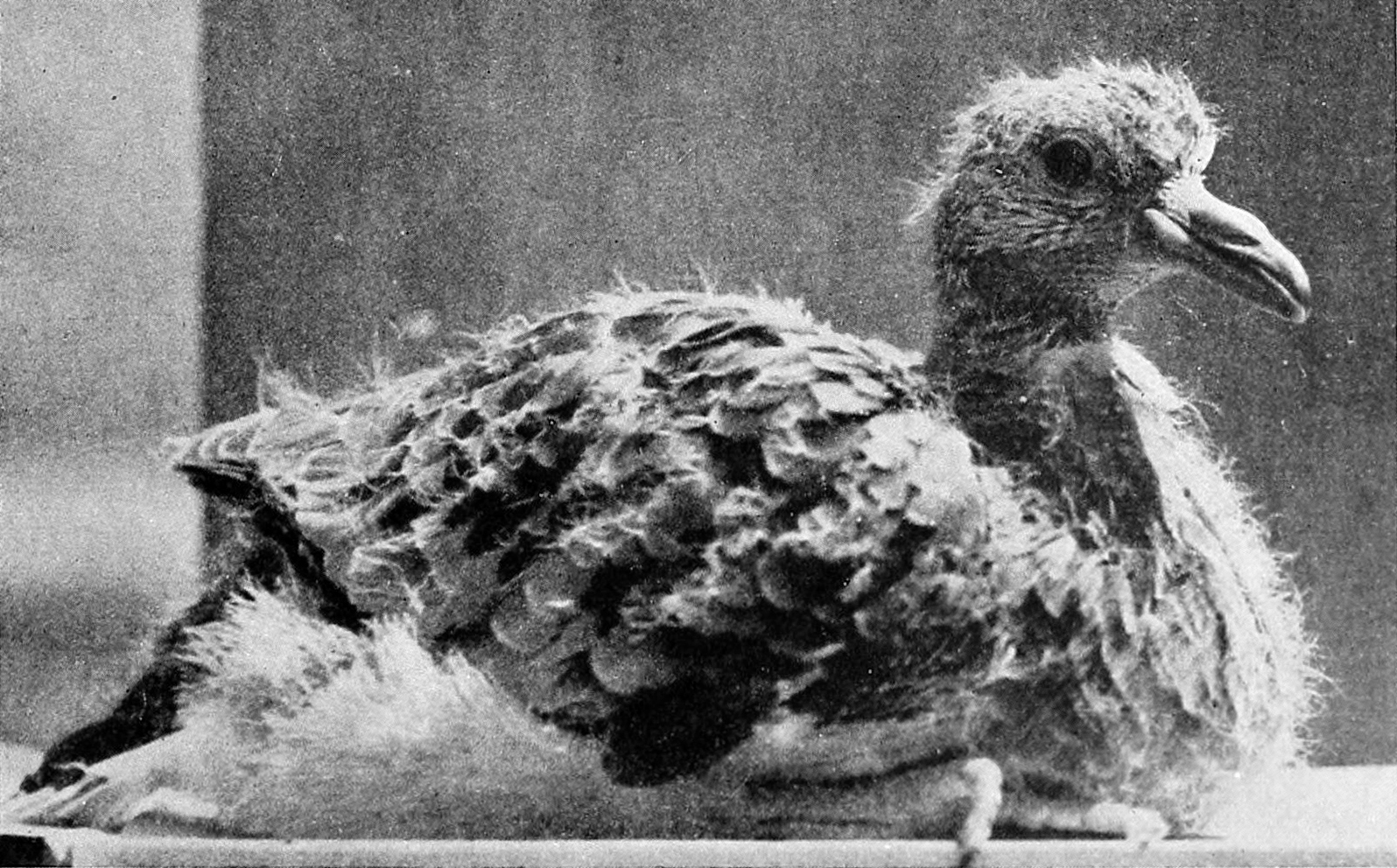
Bồ câu viễn khách non.

Một lý do khác dẫn đến sự tuyệt chủng đó là nạn phá rừng. Loài chim di cư và sinh sôi với số lượng khổng lồ, thoả mãn nhu cầu của loài ăn thịt trước khi có bất kỳ tác động tiêu cực đáng kể nào lên đàn chim. Số lượng của chúng giảm đồng thời với việc môi trường sống bị phá huỷ, loài chim này không còn có thể dựa vào số lượng lớn để tự bảo vệ. Không có cơ chế bảo vệ này, nhiều nhà sinh vật học tin rằng, chúng không thể sống sót.
Loài chim này có thể đã bị nhiễm bệnh Newcastle, một căn bệnh truyền nhiễm trên các loài chim và gia cầm; dù căn bệnh này đến năm 1926 mới được xác định, nó được cho là một trong những yếu tố dẫn đến sự tuyệt chủng của chim bồ câu viễn khách.
Nỗ lực phục hồi loài này bằng việc nhân giống những cá thể được nuôi nhốt không thành công. Bồ câu viễn khách là loài chim có tính bầy đàn thực hiện trú ẩn tập thể và giao phối tập thể và cần có số lượng lớn để có điều kiện giao phối tối ưu. Không thể phục hồi lại loài này nếu chỉ có một vài con chim nuôi nhốt, chúng bắt đầu yếu đi và chết dần. Không có dữ liệu chính xác được ghi nhận, người ta chỉ có thể dự đoán kích thước và số lượng trong các khu vực làm tổ. Mỗi địa điểm có thể bao phủ diện tích hàng ngàn mẫu và những con chim bồ câu đông đúc trong vùng nơi mỗi cái cây có thể đếm được hàng trăm cái tổ. Một vùng làm tổ lớn ở Wisconsin đã được ghi nhận bao phủ 850 dặm vuông, và số chim ước tính khoảng 136.000.000 con. Kỹ năng sinh tồn của chúng dựa trên số đông. 

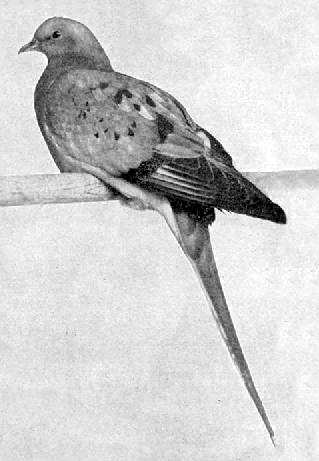
Một con Bồ câu viễn khách trẻ.

Chúng an toàn trong đàn lớn với số lượng hàng trăm ngàn con. Khi đạt đến số lượng khổng lồ, mối nguy hiểm do các loài ăn thịt (như sói, cáo, chồn và diều hâu) sẽ giảm xuống so với cả đàn. Lối sống này và việc sinh sản tập thể trở nên rất nguy hiểm khi con người bắt đầu săn bắn chúng. Khi bồ câu viễn khách tập trung với số lượng lớn, nhất là trong khu vực làm tổ lớn, người ta có thể dễ dàng tàn sát chúng với số lượng lớn trước khi chúng kịp tái sinh sản.
Sự tuyệt chủng của loài bồ câu viễn khách đã dấy lên sự quan tâm của cộng đồng với phong trào bảo tồn dẫn đến sự ra đời của các đạo luật mới và tiến hành ngăn chặn nguy cơ tuyệt chủng của nhiều loài khác.

## Cá thể cuối cùng trong tự nhiên

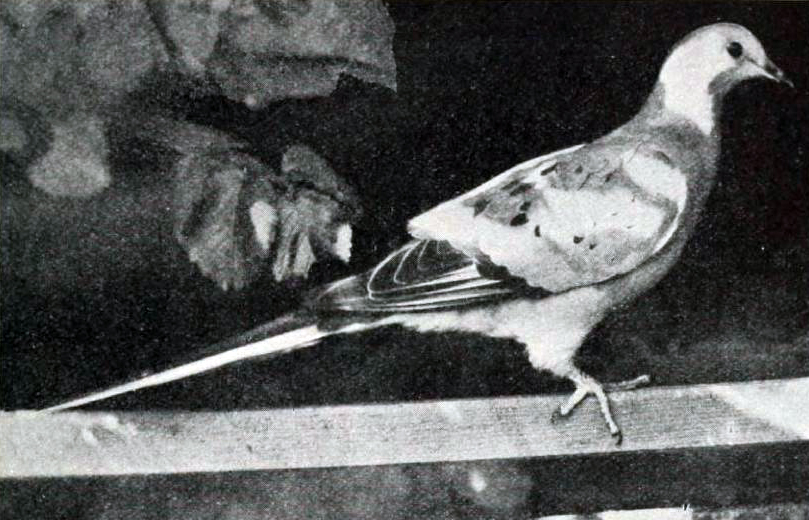
Một con bồ câu còn sống

Hồ sơ chứng thực đầy đủ cuối cùng là về một con chim hoang dã gần Sargents ở Quận Pike, Ohio, vào ngày 22 tháng 3, 1900, dù có nhiều báo cáo chưa được xác thực là đã nhìn thấy loài chim này trong thập niên đầu tiên của thế kỷ 20. Từ năm 1909 đến 1912, một giải thưởng đã được tuyên bố sẽ trao cho người tìm được mẫu vật bồ câu còn sống — không một mẫu vật nào được tìm thấy. Tuy nhiên, cho đến 1930 vẫn tiếp tục có những báo cáo không chính thức về những con bồ câu được nhìn thấy.
Nhà tự nhiên học Charles Dury, ở Cincinnati, viết vào tháng 9 năm 1910:
| “ | Một ngày đầy sương mù trong tháng 10 năm 1884, vào lúc 5 giờ sáng, tôi nhìn ra cửa sổ phòng ngủ, sáu con bồ câu rừng đáp xuống và đậu trên những cành chết khô của cây bạch dương cao lớn cách chỗ tôi khoảng 100 bộ. Tôi nhìn chúng với niềm hân hoan, cảm giác như được gặp lại những người bạn cũ, chúng nhanh chóng bay đi và tan biến trong làn sương, đó là lần cuồi cùng tôi nhìn thấy loài chim đó trong khu vực lân cận. | ” |

## Martha

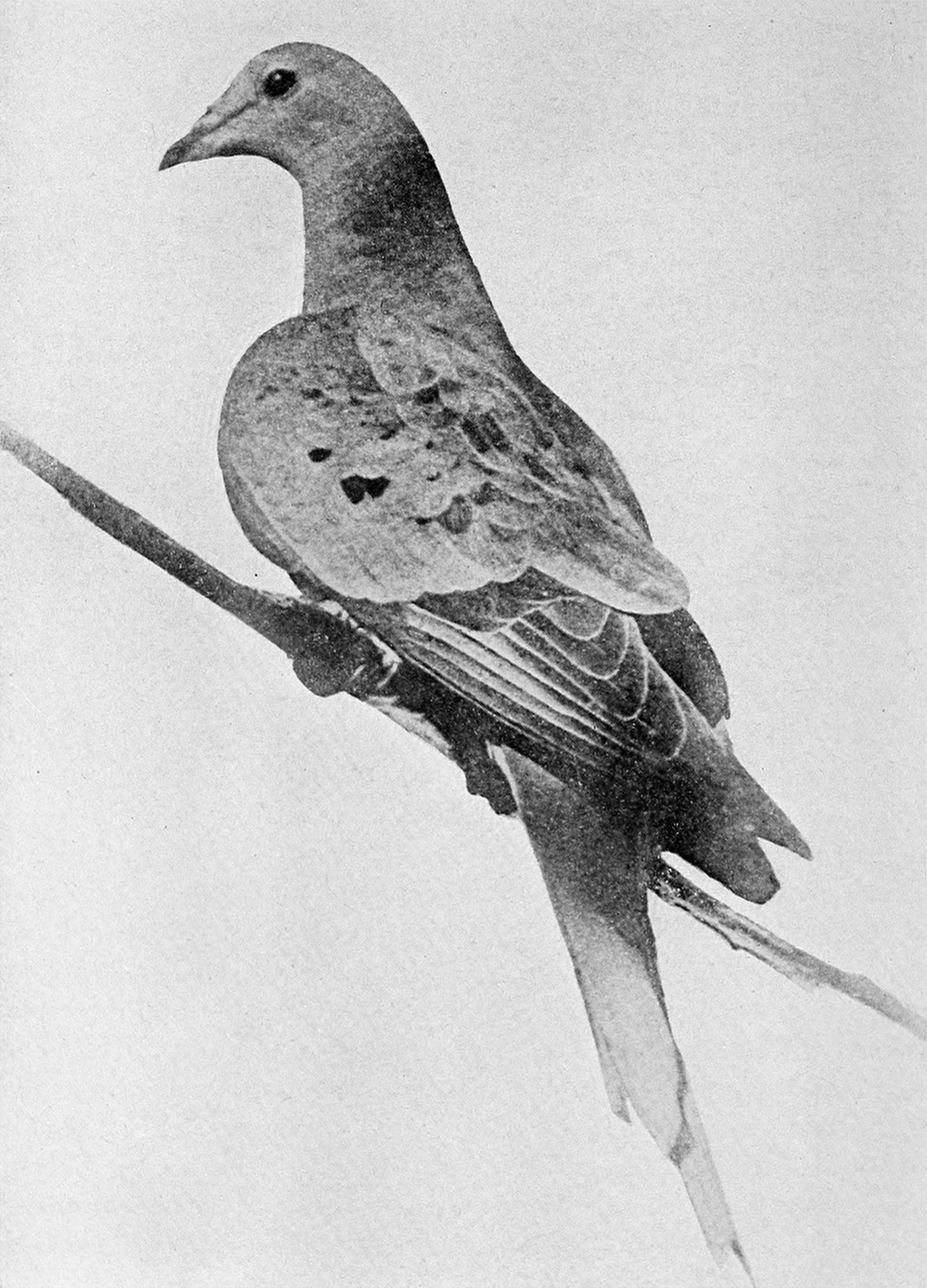
Martha, con bồ câu viễn khách cuối cùng.

Năm 1857, một dự luật đã được cơ quan lập pháp tiểu bang Ohio đưa ra nhằm tìm kiếm cách bảo vệ loài bồ câu viễn khách. Một Uỷ ban của Thượng viện nộp một báo cáo nêu rõ "Bồ câu viễn khách không cần được bảo vệ. Với số lượng đáng kinh ngạc cùng những khu rừng ở phía Bắc để làm nơi sinh sản, và bay hàng trăm dặm để tìm kiếm thức ăn, chúng ở đây hôm nay và ở nơi khác vào ngày mai, không có một sự huỷ diệt thông thường nào có thể làm giảm số lượng, hay làm biến mất loài chim này trước sự sinh sôi khổng lồ hàng năm của chúng."
Năm mươi bảy năm sau, vào ngày 1 tháng 9 năm 1914, Martha, con bồ câu viễn khách cuối cùng, đã chết ở vườn thú Cincinnati, Cincinnati. Cơ thể của nó được làm đông lạnh trong một khối băng và được gửi đến Viện Smithsonian, nơi nó được lột da và nhồi bông. Ngày nay, Martha (tên dựa theo Martha Washington) được lưu trữ trong viện bảo tàng, và không được trưng bày. Tượng đài tưởng nhớ Martha được đặt ở Vườn thú Cincinnati.

## Đồng tuyệt chủng
Một ví dụ thường thấy về đồng tuyệt chủng là bồ câu viễn khách và loài rận ký sinh Columbicola extinctus và Campanulotes defectus. Gần đây, C. extinctus đã được tìm thấy lại trên bồ câu đuôi nẹp còn C. defectus được phát hiện ra là trường hợp có thể của việc nhận dạng sai loài Campanulotes flavus đã tuyệt chủng.

## Loài có họ hàng gần
Một trong những loài có họ hàng gần với bồ câu viễn khách là bồ câu bi ai (Zenaida macroura), là một trong những loài chim có số lượng dồi dào và phổ biến nhất Bắc Mỹ. Bồ câu bi ai nhỏ hơn và có màu sắc ít sặc sỡ hơn bồ câu viễn khách. 
Vì lý do này, có nhiều cuộc thảo luận về khả năng sử dụng bồ câu bi ai như là lựa chọn chính để nhân bản bồ câu viễn khách trong tương lai.